# چیتا (بویاکا)
چیتا (انگلیسی: Chita, Boyacá) نام شهری در کشور کلمبیا است.